# مقاطعة إليزافيتبول
مقاطعة إليزافيتبول، والمعروفة أيضًا بعد 1918 باسم مقاطعة كنجة، كانتغوبرنيه تابعة للنيابة الملكية على القوقاز التابعة للإمبراطورية الروسية، وعاصمتها إليزافيتبول (كنجة الحالية). بلغت مساحة المقاطعة 38,922.43 فرستا مربعة (44,296.15 كيلومتر مربع؛ 17,102.84 ميل مربع) وبلغ عدد سكانها 1,275,131 نسمة في 1916.

## التركيبة السكانية
كان تقدير عدد السكان في 1886 هو 728.943 نسمة، يعيشون في 3 مدن (إليزافيتبول، وشاكي، وشوشا) و1521 قرية. وفقًا لإحصائيات 1886 الواردة في قاموس بروكهاوس وإيفرون الموسوعي، شكل المسيحيون الأرثوذكس 0.21% من سكان المقاطعة. كانت نسبة معظم الروس العرقيين في المحافظة في ذلك الوقت 1.11% من سكان المقاطعة.